# Агрон
Агрон (грч. Άγρων; 250. п. н. е. - 230. п. н. е.) је илирски краљ из III века п. н. е.
Агрон је био илирски краљ и син Плеурата II. Способан као владар успео је да уједини илирска племена и да сломи отпор појединих племенских вођа. Последица овога било је стварање јаке илирске државе, која је у то доба била најснажнија на Балкану. Агрон се помиње пред Први илирски рат 229-228. п. н. е., када га је краљ Деметрије Хварски позвао у помоћ (у сукобу са Етолцима). Агрон је Етолце побиједио у бици до које је дошло 231. године п. н. е, а умро је годину дана касније. Након тога Илири су заузели велики део Епира. Нагли успон краљевине Ардијеја и пиратски напади представљали су за Римљане повод да након Агронове смрти започну Први илирски рат (229—228. п. н. е.)
Наследила га је његова прва жена Теута за чије су владавине Римљани у потпуности скршили његову творевину.